# 固蘭湖島
固蘭湖島（英語：Granville Island）是加拿大卑詩省溫哥華市内一個半島。它位於福溪南岸，隔水與溫哥華市中心相望，加蘭護街橋則橫跨其上空。固蘭湖島過去曾經是一個工業區，但於1970年代轉型為一個多功能社區。現時該處有多項設施，包括公眾市場、酒店、社區中心和劇院等，廣受居民和遊客歡迎，而艾蜜莉卡藝術及設計大學也是位於該處。島上留有一座混凝土工廠和一座機械工廠，為過往的工業活動留下見證。

## 歷史
固蘭湖島所在之處過去曾經是福溪上的兩座沙洲。隨著溫哥華於1886年設市後迅速發展，溫哥華港務局於1915年批准在福溪進行填海計劃，耗資34萬2千元將該兩座沙洲填成面積達35英畝的工業用地。填成的小島本來稱為「工業島」（Industrial Island），但民眾普遍以橫跨小島上空的固蘭湖街橋將之稱為固蘭湖島，而此名稱亦沿用至今。到了1923年，島上用地差不多已佈滿工廠，為其它第一產業（如林木業和礦產業等）供應用具。電車公司也在固蘭湖街橋南端設站，方便工人通勤。到了1930年，島上的工廠總共僱用約1200名工人。
然而，隨著經濟大蕭條展開，固蘭湖島的工業活動也步入衰退，而島上也開始出現貧民窟，貧民在福溪一帶捕魚和拾荒為生。二戰的展開為固蘭湖島的工業帶來轉機。島上的工廠為歐洲戰場生産不少用具，而1942年日軍偷襲珍珠港後，在島上工作的工人更被分發特別的身份證以防止有人破壞島上的工業，從而可見該島對戰時工業的重要性。
戰後島上的工業再度衰退，加上福溪水質每況愈下，當局曾考慮乾脆填掉整個福溪，但顧問報告中提及的5000萬元造價卻令市政府望而卻步。當局改而填去分隔固蘭湖島和福溪南岸的小水道，令固蘭湖島從此變成一個半島，但其名稱卻維持不變。
加拿大聯邦政府於1972年將固蘭湖島轉交加拿大按揭及房屋局，由該機構負責將固蘭湖島轉型成一個以人為本的社區。聯邦政府於1973年至1982年間在固蘭湖島投放2470萬元，島上陸續出現公園、住屋和公共展覽場地等設施。島上的商業活動再現生機，該帶並發展成溫市的旅遊景點之一。

## 交通
固蘭湖島三面環水，陸路交通方面只有安達臣街將之連接到福溪南岸。福溪渡輪公司和Aquabus皆提供渡輪服務連接固蘭湖島和溫哥華市中心、西端區和基斯蘭奴海灘附近的凡尼爾公園等地，而英吉利灣啓航公司則營運來往固蘭湖島和寶雲島的航綫。
溫哥華市政府於1996年購入前屬加拿大太平洋鐵路的福溪南岸鐵路綫，並從1998年起提供連接固蘭湖島南端和科學世界的路面電車服務。這條電車綫稱為溫哥華市中心歷史鐵路，每年只限五月至十月中的周末和假日行駛。溫市政府在2010年冬季奧運會舉行前翻新此電車綫以及從布魯塞爾交通公司借來兩輛龐巴迪製現代電車，並將整個項目包裝成「奧運綫」（Olympic Line），從2010年1月至3月期間提供來往固蘭湖島和架空列車加拿大綫奧運村站的免費電車服務；溫市政府將之視為一個示範項目，日後有可能將之伸延至市内其他地點。

## 外部連結

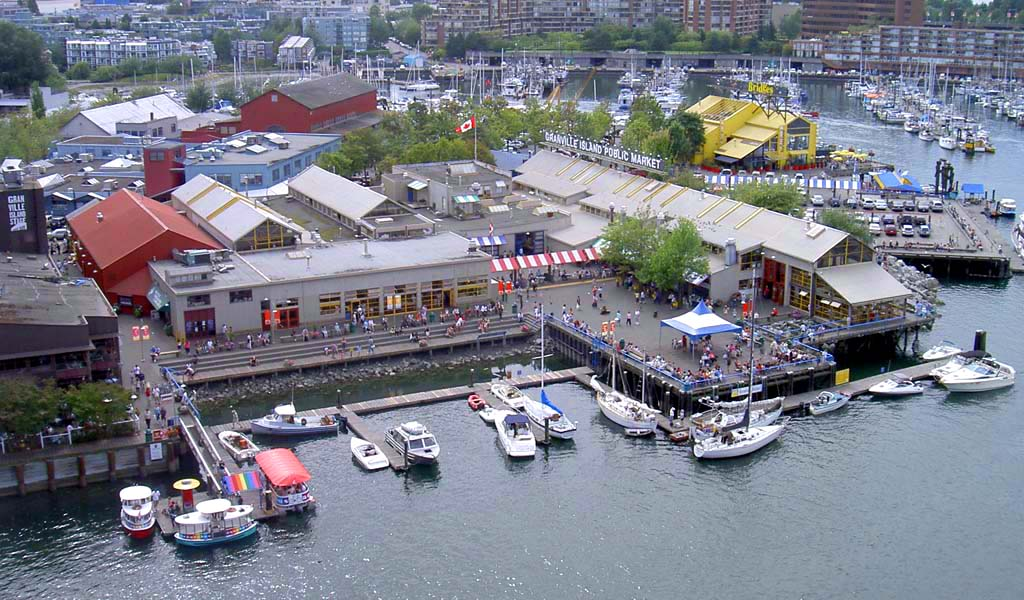
2005年固蘭湖島西北角一景，圖中可見公眾市場

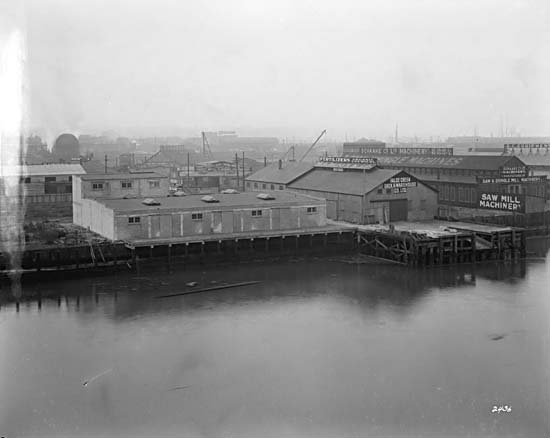
1922年固蘭湖島西北角一景，圖中多座建築物還保存至今

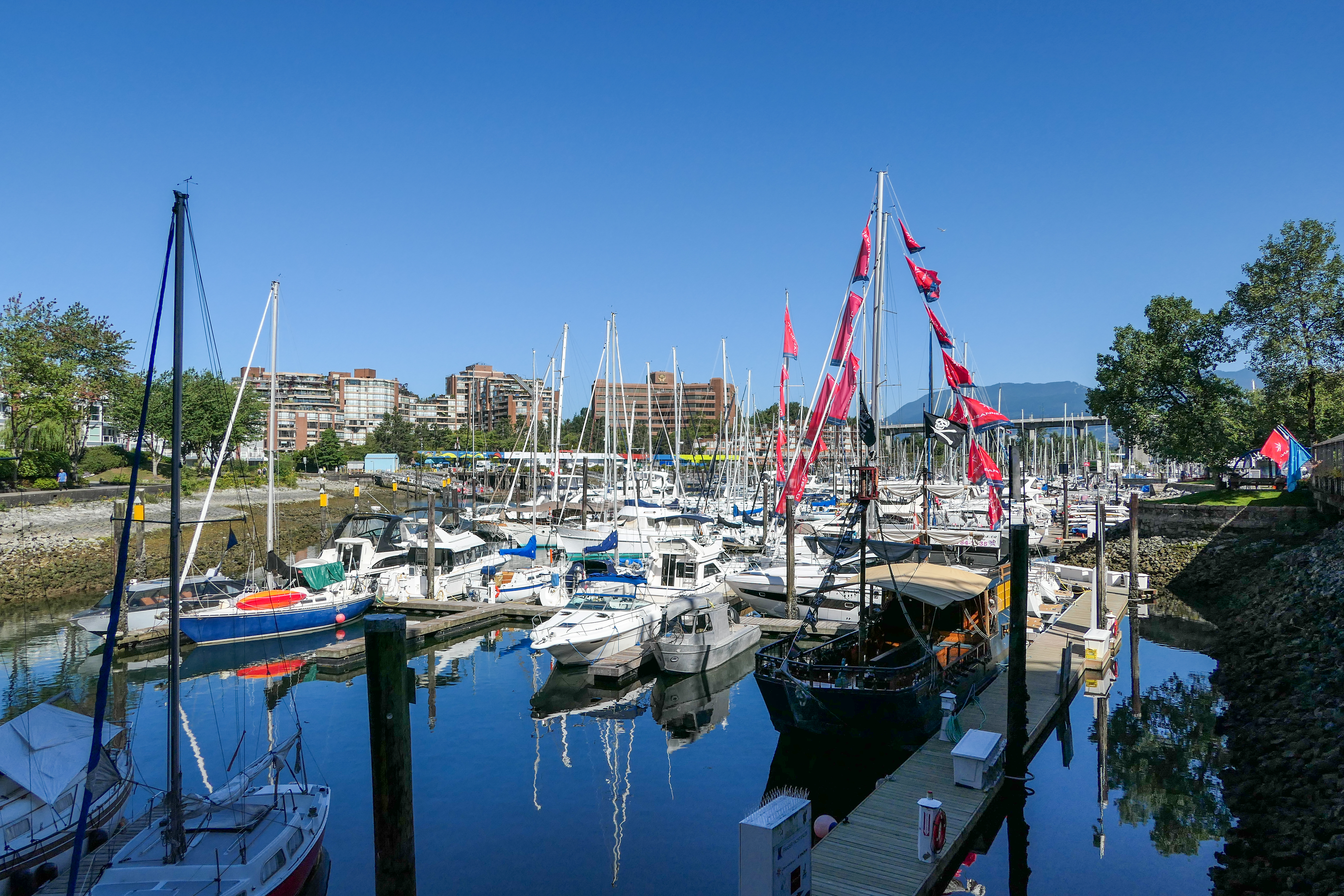
固蘭湖島遊艇

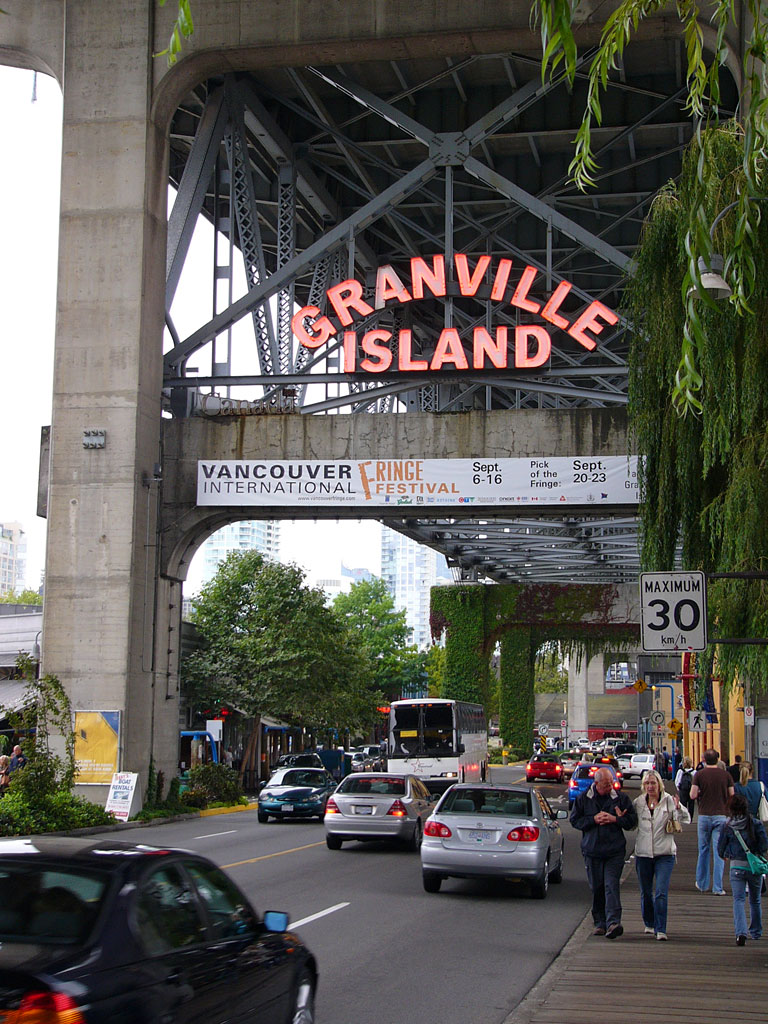
位於加蘭護街橋下的固蘭湖島入口

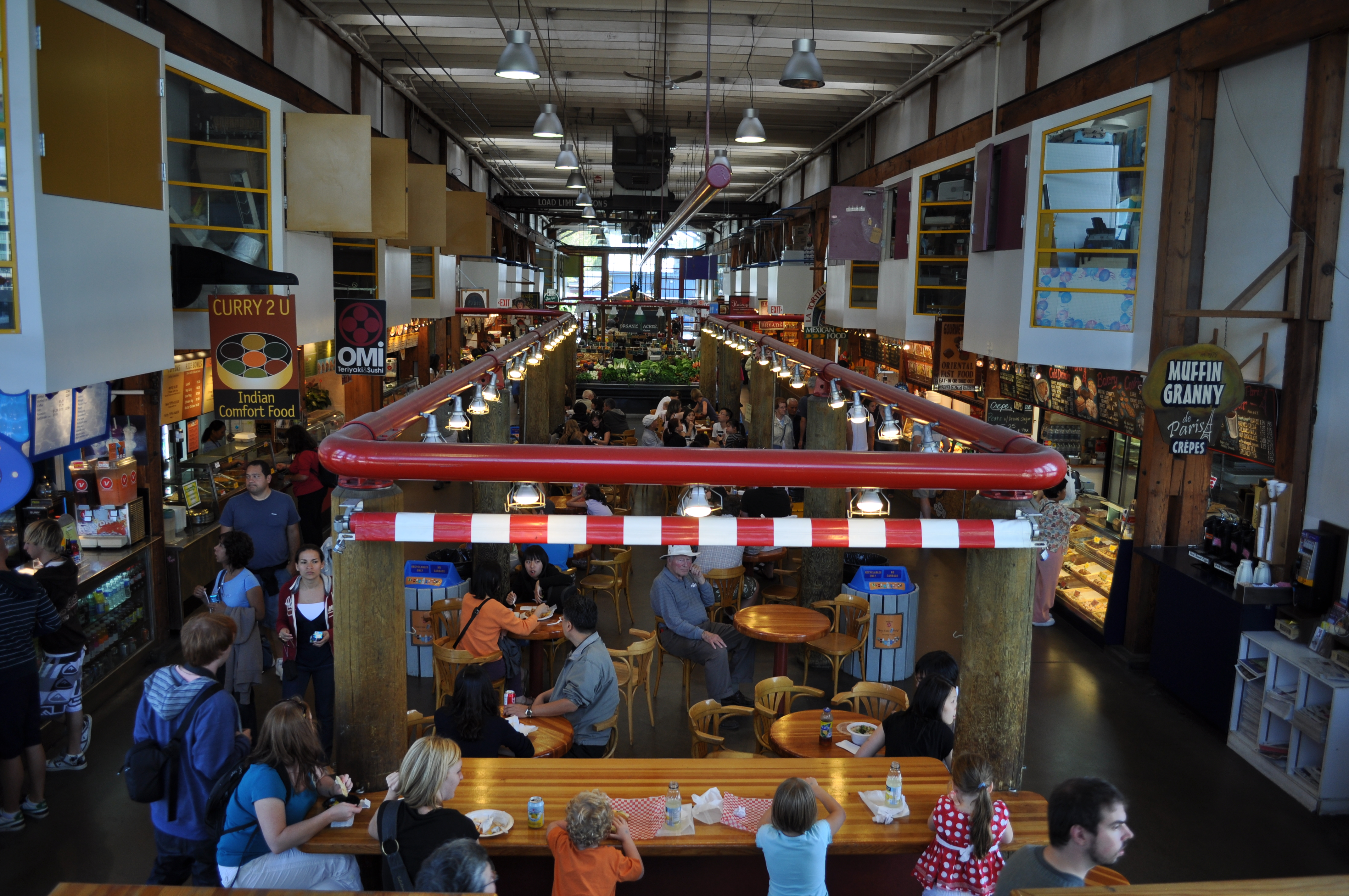
固蘭湖島公眾市場

- Official Granville Island website（页面存档备份，存于）
- Granville Island Cultural Society Information about busking (street performing) on Granville Island and theatre information
- Satellite image of Granville Island（页面存档备份，存于） from Google maps.
- Granville Island Day Vendors Association website（页面存档备份，存于）
- Granville Island Business and Community Association website
- Model Train Museum
- Granville Island Works community website（页面存档备份，存于）

49°16′17″N 123°08′06″W / 49.27139°N 123.13500°W